# Pomy (Aude)
Pomy település Franciaországban, Aude megyében. Lakosainak száma 51 fő (2022. január 1.). Pomy Courtauly, Monthaut, Peyrefitte-du-Razès és Villelongue-d’Aude községekkel határos.

## Népesség
A település népessége az elmúlt években az alábbi módon változott:
| Lakosok száma | 20   | 65   | 49   | 47   | 58   | 58   | 59   | 58   | 56   | 51   |
|               | 1968 | 1982 | 1999 | 2006 | 2011 | 2015 | 2017 | 2018 | 2020 | 2022 |